# 労働への批判

1870年以降、賃金労働の時間は減少し、一人当たりGDPは増加した。

労働への批判（ろうどうへのひはん）とは、労働そのものや、批判者が「賃金奴隷」と見なすものに対して、批判を加えたり、廃絶を目指すことである。
労働への批判は実存主義的になったり、労働がいかに無意味であるか、または自己実現の妨げとなるかという点に重点を置きがちである。一方で、過度な労働が自然環境や生産性、さらには社会そのものにどのような害を与えるかを指摘することもある 。また、より功利主義的に、労働が人間の幸福や健康の障害となっていると主張することもある。

## 歴史
古代ギリシャ時代から、多くの思想家たちが労働の廃絶を切望、または批判してきた。反対意見の一例として、1770年に匿名で発表された『貿易と商業に関するエッセイ（英: Essay on Trade and Commerce）』という論文がある。この論文では、イギリス人の怠惰を打破するためには、貧しい人々を理想的な「ワークハウス」に監禁すべきだと主張している。ワークハウスは「恐怖の家」として機能し、昼食時間を差し引いた残りの12時間を完全に労働に費やさせる形で、1日14時間働かせるべきだとされた。
このような見解はその後数十年にわたってマルサスなどによって広められ、1834年の新救貧法につながった。

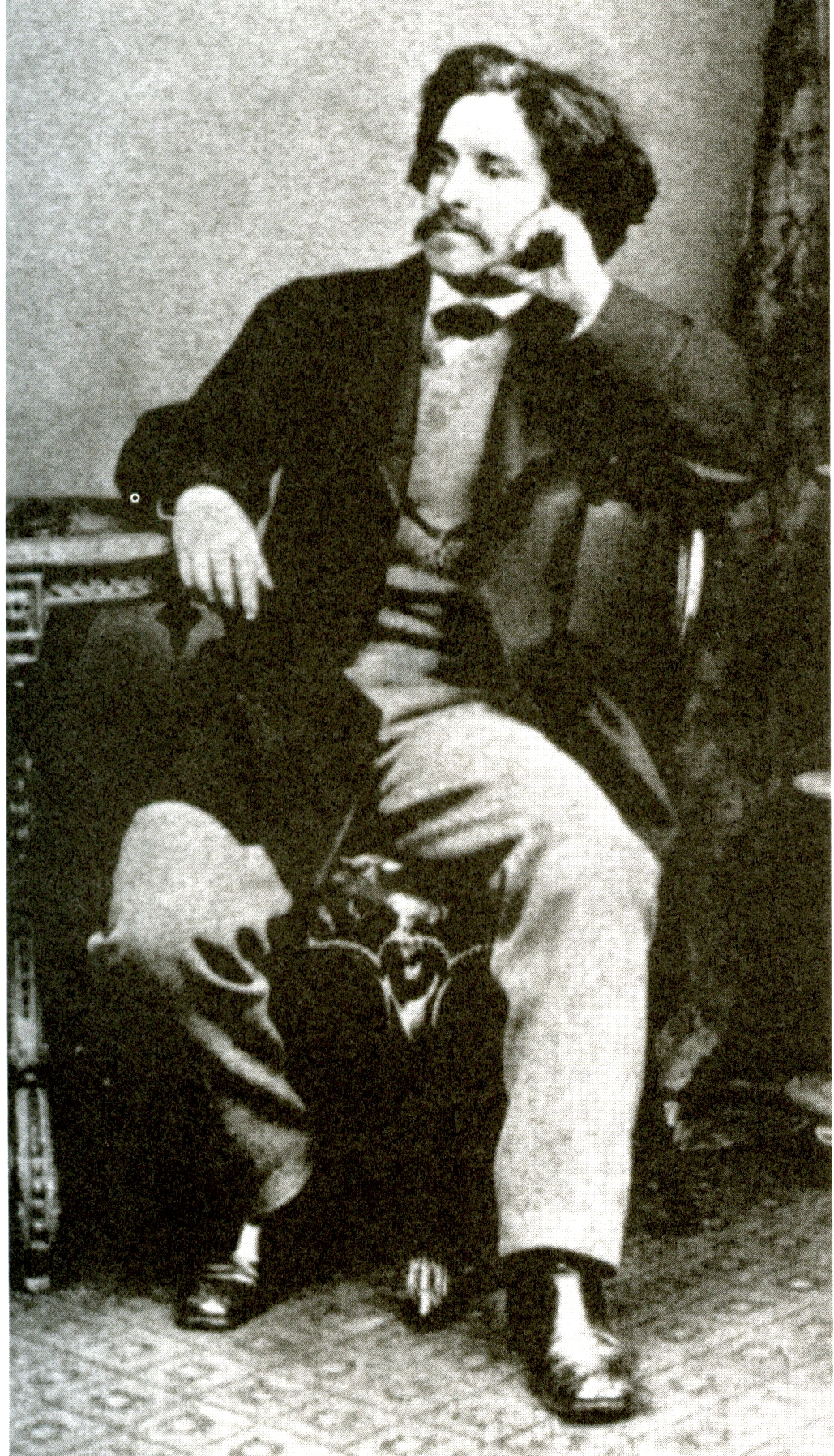
ポール・ラファルグ

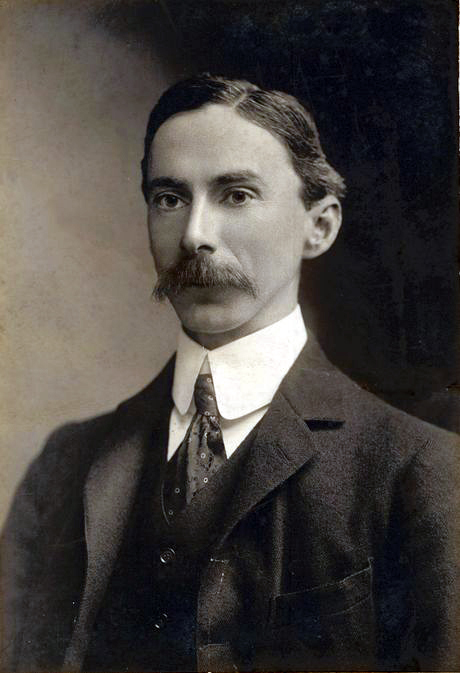
怠惰への讃歌の著者であるバートランド・ラッセル

労働時間を10時間に短縮しようとする運動は1840年代から1900年頃まで続いていた 。しかし、八時間労働制の確立は早急に進み、労働時間の短縮を目指す運動は1880年代後半から1919年にかけて2時間の労働時間短縮を実現した。この時期、改革者たちは機械化によって物質的な財を作り出すだけでなく、労働者を「奴隷状態」から解放し、「生活を楽しむ義務」を与えるべきだと主張した。
工業化によって生産力が飛躍的に向上した一方で、人々はより忙しくなった。当時はその逆が起こると予想されていたかもしれない。少なくとも、ポール・ラファルグのような多くの知識人はそう予想していた。リベラルのジョン・スチュアート・ミルも、機械化がすべての需要を満たすようになったときに社会は成長が止まる段階に達すると予測していた。ラファルグは、社会が過度に労働に固執することで逆に生産性が低下しており、社会ができるだけ働かないようにしようとしない理由の一つにもなっていると主張した。

### ポール・ラファルグ
ラファルグは、著書『怠ける権利』の中で、「人々が八時間労働の「権利」のために闘っているのは、まさに狂気の沙汰である。これは言い換えれば、八時間の隷属、搾取、苦しみを求めているのと同じである。もし奴隷になる時間をできるだけ減らし、余暇とすれば、これらは求めるべき喜びや自己実現に変わる。」と主張した。
ラファルグの時代にすでに大きく進歩していた自動化は、簡単に労働時間を1日3~4時間に短縮できただろう。そうすれば彼が言うように、友人と過ごしたり、リラックスしたり、人生を楽しんだり、怠けたりといった、私たちが本当にやりたいことに1日の大半を割くことができただろう。
機械は人類の救世主であるが、それは機械によって解放された労働時間が余暇時間になる場合に限られるとラファルグは主張する。そうなる可能性はあるし、そうなるべきだが、そうなることはめったにない。ラファルグによれば、解放された時間は、通常は労働時間の増加に変換されるが、それは彼の見方では、苦役の時間の増加にすぎない。

### バートランド・ラッセル
ラッセルの著書『怠惰への賛歌』は哲学や社会学をテーマにしたエッセイ集である。ラッセルは、労働の負担がすべての人に平等に分配されれば、労働時間が短縮され、失業はなくなるだろうと論じている。結果として、人々は新たに得た自由時間を楽しめるようになるため、幸福度は高まり、科学や芸術の量も増えると主張した。例えばラッセルは、「近代的な生産方法は、すべての人に安心と安全を与える可能性があった。しかし、その代わりに、私たちは一部の人々には過重労働を、他の人々には飢餓を強いることを選んだ。これまで、私たちは機械が登場する前と同じように精力的に活動し続けてきたが、この点で私たちは愚かだった」と主張した。

## 現代

### デヴィッド・グレーバー
人類学者デヴィッド・グレーバーは、無意味で、何の価値もない、または社会に損害を与えることすらある「ブルシット・ジョブ」について書いている。グレーバーはまた、ブルシット・ジョブは必ずしも最も給料の悪い仕事ではないと主張している。
ブルシット・ジョブは以下のようなタスクを含む:

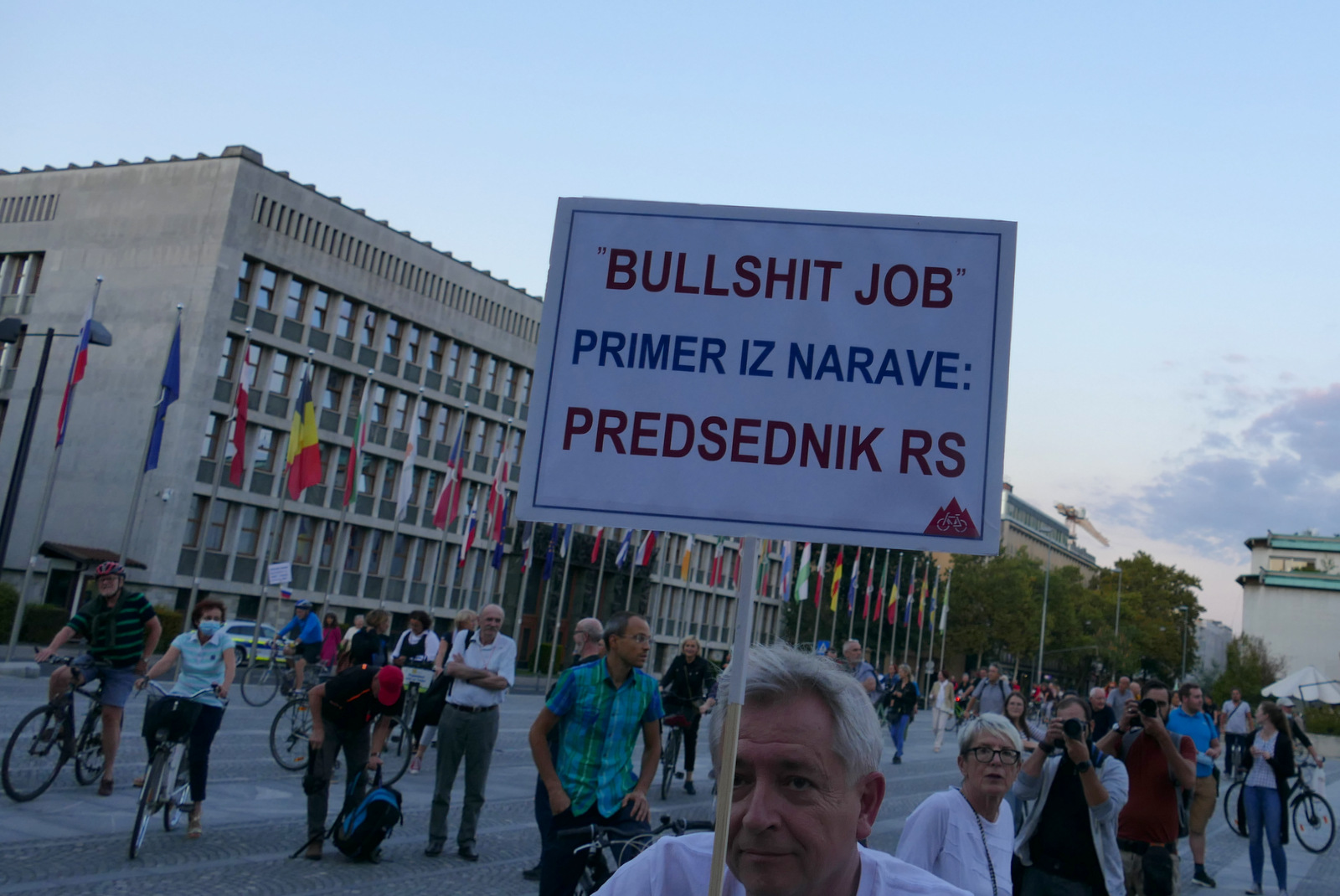
次のように訳される看板を持った男性: 本質的にブルシット・ジョブな仕事の例: スロベニア共和国大統領

- 単に別のフォームにコピー＆ペーストするためだけに受信トレイを監視する仕事。
- 忙しそうに見せるためだけの仕事。
- エレベーターのボタンを押すだけの作業。
- 他の人を重要人物に見せたり感じさせたりする仕事。
- 他の機関が同じ役職の人を雇っているという理由だけで存在する役職。
- 一度に解決できる、または自動化できる問題を解決するだけの従業員。
- 機関が何かをしていると主張するために雇われている、実際には何もしていない人々。
- 受付で働き、指示された人にメールを転送するなど、最も重要なことは適切な場所に座ることである仕事。

### フレデリック・ロルドン
フランスの経済学者・哲学者フレデリック・ロルドンは、著書『なぜ私たちは、喜んで“資本主義の奴隷"になるのか?』の中で、なぜ人々は自分の欲望や目標より組織の欲望や目標を優先したり、さらには置き換えたりすることを受け入れるのかを考察している。「結局のところ、人々が本来は自分のものではない欲望のために働くことを受け入れるというのは、非常に奇妙なことだ」とロードンは書いている。ロードンは、意志の放棄は、労働者の「基本的な欲望」、つまり生存の意志を組織が奪うことによって起こると主張している。
しかし、労働者が企業の目標に同調しようとするのは、いわゆる「管理主義」（企業が賃金、規則、特典を通じて個人の個性を吸収しようとする方法）だけでなく、労働者自身の心理によるもので、「その精神は…時として驚くべきコンパートメント化の偉業を成し遂げる」。したがって、働くことに同意すること自体が問題となり、厄介なことになる。ロルドンの本のタイトルに表されているように、労働者は「自発的な奴隷」なのである。

### フランコ・ベラルディ（ビフォ）
イタリアのオートノミズム思想家フランコ・ベラルディは、『The Soul at Work: From Alienation to Autonomy』の中で、資本主義は現代の自律性と独立性への欲求を利用していると述べている:
経済活動、生産的な労働と事業の外には、もはや欲望も活力も存在しないようだ。資本は、創造性、欲望、そして自己実現のための個人主義的、自由主義的衝動を吸収したおかげで、精神的、思想的、経済的エネルギーを新たにすることができた。
知識労働者、あるいはバラルディが「コグニタリアト」と呼ぶ人々は、この吸収から決して逃れられない。こうした職業に就く人々は、創造的な活動さえも細分化され、ルーチン化されることによって、仕事の「テイラー化」に苦しんでいると彼は言う。

### ジョージ・アリガー
労働心理学者のアリガーは、2022年に出版された『Anti-Work: Psychological Investigations into Its Truths, Problems, and Solutions』において、反労働の考え方を特徴づける約20の命題を提示し、その考え方を体系化することを提案している。彼はさまざまな情報源を参考にしながら、その命題や信念の一部を次のように示している。
- 労働は服従を要求し、人間の精神に害を及ぼす。
- 「労働は善である」という考えは、現代における有害な発展である。
- 労働の退屈でつまらない、単調な側面は、多くの、あるいはほぼすべての労働の時間の大半を特徴付けるものである。
- 労働者は、組織とその目標や結果に誠実なつながりを持っていないため、労働は主観的に疎外感があり、無意義である[19]。

アリガーはそれぞれの命題について詳しく述べており、労働者や心理学者が労働の実存的な課題に最もよく対応できる方法について考察している。

### ギー・ドゥボール
フランスのシチュアシオニスト・インターナショナル（1968年の学生反乱のきっかけとなった）の創設者の一人であるギー・ドゥボールは影響力のある『スペクタクルの社会』を執筆した。彼は、仕事を含むすべての実際の活動がスペクタクルの生産に利用されているので、余暇時間が増えたとしても仕事から逃れることはできないことを示唆した。つまり、余暇はスペクタクルの計画された活動の中でのみ余暇であり、疎外された労働はそのスペクタクルの再生産を助けるので、スペクタクルの範囲内で仕事から逃れることもできない。ドゥボールはまた、「決して働くな」というスローガンを使った。彼は当初これをグラフィティとして描き、その後、彼はこれが「余計なアドバイスとはみなされない」ことを強調するようになった。

## 反労働倫理

### 歴史
フリードリヒ・ニーチェは労働倫理を拒絶し、それが理性の発達や個人の発達などに悪影響を及ぼすと考えた。1881 年に彼は次のように書いている。
労働の賛美者。「労働」の賛美と「労働の恩恵」についてのたゆまぬ議論の背後には、公共の利益のための非個人的な活動の賞賛の背後にあるのと同じ考えが見受けられる。つまり、個人的なものすべてに対する恐れである。根本的には、労働に直面した時、そしてそれは常に最初から最後まで容赦ない勤勉を意味するが、そのような労働は最良の監視であり、すべての人を統制し、理性、貪欲、独立への欲求の発達を強力に妨げる。なぜなら、労働は膨大な神経エネルギーを消費し、反省、苦悩、夢想、心配、愛、憎しみからそれを奪うからである。労働は常に目の前に小さな目標を設定し、容易で定期的な満足感を与える。このようにして、各人が絶えず懸命に働く社会は保障されており、これは今や最高の女神として崇拝されている。

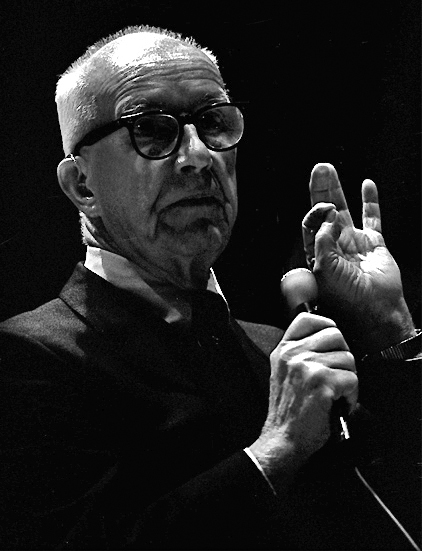
バックミンスター・フラー

アメリカの建築家、哲学者、デザイナー、未来学者であるバックミンスター・フラーは、人々がまともな生活を送る権利を得るために事実上労働力を売ることを強制されるべきだという考え方を否定する同様の議論を展開した。

### 現代
特にアナキストの文脈では 、労働は歴史を通じて非常に疎外的であり、根本的に不幸で負担の大きいものなので、経済的または政治的手段によって強制されるべきではないと考えられることがある 。この文脈で、ベーシックインカムや週4日労働などの労働時間の短縮の導入を求める声もある。アナキスト/シチュアシオニストの作家ボブ・ブラックは、1985年にエッセイ『労働廃絶論』を執筆した。

### メディア
『The Idler 』は「怠惰」の精神をテーマとした月2回発行のイギリスの雑誌である。1993年にTom HodgkinsonとGavin Pretor-Pinneyによって、働き方や生き方の新たな方法を模索する目的で創刊された。
インターネット上で最も組織的な反労働コミュニティは、Redditのサブレディットr/antiworkである。2023年11月現在、280万人以上のメンバーがおり 、彼らは自らを「怠け者」と呼び、「金持ちだけでなく、すべての人に失業を！」と訴えている。

## アート
Swedish Public Freedom Serviceは、2014年から運営されているコンセプチュアル・アートプロジェクトで、反労働のメッセージを発信している。参加アーティストの一人は、このプロジェクトに関連して「過去200年ほどの社会の変化は常に権力の移行であり、社会構造の根本的な部分はあまり変わっていない。私たちは、賃金労働が中心でなければならないという信念に大きく囚われている」と主張した。